# Rio Panari
Rio Panari är ett vattendrag i Brasilien.   Det ligger i delstaten Roraima, i den norra delen av landet, 2 700 km nordväst om huvudstaden Brasília.
I omgivningarna runt Rio Panari växer i huvudsak städsegrön lövskog. Trakten runt Rio Panari är nära nog obefolkad, med mindre än två invånare per kvadratkilometer.